# Gnathobracon babirussa
Gnathobracon babirussa är en stekelart som beskrevs av Costa 1864. Gnathobracon babirussa ingår i släktet Gnathobracon och familjen bracksteklar. Inga underarter finns listade i Catalogue of Life.